# 哈崙森林鐵路
哈崙森林鐵路為一座位在臺灣花蓮縣木瓜山區的森林鐵路系統，是花蓮縣境內包括林田山森林鐵路與嵐山森林鐵路在內的三座花蓮山區林業鐵路之一。整座運輸系統由7條鐵道路線與5條索道所組成，原管理單位為木瓜山林場哈崙工作站，當哈崙工作站停止伐木業務並裁撤後，伴隨的整座森林鐵道系統於1989年（民國78年）放棄使用至今，並已呈現荒廢狀態。
曾有鐵路支線於沿荖溪連結台鐵台東線的平和車站，惟路線已不存。

## 沿革

### 日治時期
哈崙森林鐵路的設立，最早是在臺灣日治時期1930年（昭和5年）由當時的花蓮港木材株式會社開始進行林業鐵路的鋪設並執行伐木業務。

### 省政府時期
二戰後，臺灣省政府接收日本臺灣總督府所遺留下來的伐木機具與既成鐵道繼續進行伐木業務，在1951年（民國40年）將木瓜山的伐木業務及相關鐵道設備改由花蓮縣政府設立的木瓜山林場來經營，並接續日本人已留下之路線繼續興建完成大景、哈崙軌道總共23.5公里及4座索道。1958年（民國47年）木瓜山林場收歸省政府營運，1960年（民國49年）2月，依照省政府之指示，將木瓜山林場、太魯閣林場、花蓮山林管理所所轄屬之新城、壽豐、鳳林三個分駐工作站與林田山工作站併入木瓜林區管理處。整併完成後，哈崙林業鐵路繼續延長軌道。1965年（民國54年）完成5號索道，並且在當時哈崙的伐木業務達到了全盛時期，當時總計索道共5座，全長4707.12公尺，軌道全長49.51公里，而自山區砍伐之木材經鐵道與索道運輸後再運送到現今花蓮鯉魚潭旁的池南工作站地面上進行加工處裡。
1977年（民國66年）以後，臺灣省政府實施「台灣林業經營改革方案」，將臺灣的森林經營改以多目標的保育與利用為前提，而使得伐木業務逐漸減少，當時的哈崙工作站也開始結束伐木業務，改以造林為主，爾後在1989年（民國78年）木瓜林區管理處和前玉里林區管理處合併成立花蓮林區管理處，而原隸屬於木瓜林區管理處的哈崙工作站正式裁撤，連帶的哈崙林業鐵路也正式廢棄使用至今。

### 現今
哈崙林業鐵路廢棄後，僅將鯉魚潭湖畔旁原哈崙林業鐵路平地伐木集材地－池南工作站，改建為池南國家森林遊樂區以供觀光，其餘山區中的林業鐵路則目前無計畫用做觀光用途而荒置。

## 設施

### 鐵道
| 路線名稱     | 路線長度（公里） |
| ------------ | ---------------- |
| 哈崙主線     | 27.48            |
| 霸嶺線       | 6.75             |
| 林田山支線   | 1.45             |
| 武陵線       | 12.62            |
| 一號中間軌道 | 0.4              |
| 二號中間軌道 | 0.65             |
| 一號著點     | 0.16             |
| 合計         | 49.51            |

### 索道
| 索道編號 | 斜距     | 平距     | 角度 | 高低差  | 主索  | 曳索  | 完成日期     |
| -------- | -------- | -------- | ---- | ------- | ----- | ----- | ------------ |
| 一號索道 | 1,495.12 | 1,326    | 27度 | 688.83m | 1700m | 1700m | 民國48年11月 |
| 二號索道 | 1,311    | 1,170.45 | 26度 | 590.42m | 1500m | 1500m | 民國48年11月 |
| 三號索道 | 900      | 841.59   | 20度 | 318.87m | 1100m | 1100m | 民國48年11月 |
| 四號索道 | 426      | 383.70   | 25度 | 185.07m | 510m  | 620m  | 民國50年1月  |
| 五號索道 | 575      | 532      | 22度 | 217.65m | 800m  | 800m  | 民國53年3月  |

### 使用車輛
- 蒸汽機關車[3]

美國製造，以煤炭為燃料，運轉整備重量18噸，製動機具有手剎車及空氣剎車兩種，發動後可牽引重量95公噸，為世界上甚少見會爬山的機關車。
- 汽油機關車[3]

日本製造，以汽油為燃料，最大馬力為50匹馬力（37千瓦特），總排氣量1600立方公分，總重量45噸，發動後可牽引10節小台車，載重量40公噸左右，服務於木瓜林區管理處約30年，民國69年（1980年）6月30日後停駛。
- 台車

## 未來展望
2002年，時任花蓮縣議員黃憲東提出「南溫泉、北纜車」構想，獲花蓮縣政府採納並於2004年陪同時任行政院經建會副主委張景森實地會勘，林務局亦提出可行性計畫建議書，時任行政院長游錫堃裁示全案需中央與民間共同投資且行政院願意補助，但後因徵求民間投資沒下文之情況下而延宕；2014年9月，花蓮縣政府以花東基金補助辦理可行性評估計劃在六十石山、赤科山與鯉魚潭推動「觀光纜車」計畫，花蓮縣議會亦表示支持「南溫泉、北纜車」，鯉魚潭的觀光纜車即以原哈崙森林鐵路所留下之索道哈崙纜車站、池南國家森林遊樂區、台鐵志學車站作為連結點，但此計畫目前無後續。

## 資料來源
1. ↑  .   [2021-08-12]. （原始内容存档于2021-08-12）.
2. 1 2 3 4  花蓮林區管理處. . 花蓮林區管理處. 2008年8月3日  [2015-06-23]. （原始内容存档于2009年3月8日） （中文（繁體））.
3. 1 2 3 4 5 6 7 8 9 10  孫承偉、童如妤、官美媛所帶領之本專題製作學生. . 花蓮縣鑄強國民小學. 2002年2月8日  [2015-06-23]. （原始内容存档于2016-03-05） （中文（繁體））.
4. 1 2  楊宜中. . 自由時報. 2004年9月22日  [2015-06-23]. （原始内容存档于2018-04-03） （中文（繁體））.
5. ↑  . www.agriharvest.tw.   [2017-03-20]. （原始内容存档于2017-03-21）.
6. ↑  .   [2021-08-12]. （原始内容存档于2021-08-12）.
7. ↑  .   [2021-08-12]. （原始内容存档于2021-08-12）.
8. ↑  .   [2021-08-12]. （原始内容存档于2021-08-12）.
9. ↑  游太郎. . 自由時報. 2009-05-20  [2009-05-20]. （原始内容存档于2021-06-05） （中文（臺灣））.
10. ↑  . 自由時報. 2014-09-26  [2020-09-07]. （原始内容存档于2020-10-24） （中文（臺灣））.
11. ↑   (PDF). 花蓮縣議會議政報導. 2018-06-01  [2018-06-01]. （原始内容存档 (PDF)于2021-06-04） （中文（臺灣））.
12. ↑  . 花蓮GO新聞. 2015-05-05  [2015-06-23]. （原始内容存档于2020-10-24） （中文（臺灣））.
13. ↑  . 自由時報. 2016-12-12  [2020-09-07]. （原始内容存档于2020-10-24） （中文（臺灣））.
14. ↑  何國豐. . 更生日報. 2020-08-21  [2020-08-21]. （原始内容存档于2021-06-04） （中文（臺灣））.

## 外部連結
- 《綠野遊蹤-哈崙工作站》影片應攝於民國74年左右，來自林務局圖書室典藏
- 《綠野遊蹤－哈崙牡丹岩》 - YouTube
- 台湾林鉄2（日語）
- 台湾林鉄2　哈崙（日語）